# Klockmannite
La klockmannite è un minerale.